# 2005년 일본 프로 야구 올스타전
2005년 일본 프로 야구 올스타전은 2005년 7월 22일과 7월 23일에 열린 일본 프로 야구의 올스타전 경기이다. 정식 명칭은 2005 산요 올스타 게임(2005 サンヨー オールスターゲーム, 2005 SANYO ALL STAR GAME).

## 개요
전년도 일본 시리즈에서 12년 만의 일본 시리즈 정상에 오른 세이부 라이온스의 이토 쓰토무 감독이 퍼시픽 리그 올스타팀을 이끌었고 일본 시리즈 우승은 놓쳤지만 5년 만의 센트럴 리그 우승을 이끈 주니치 드래건스의 오치아이 히로미쓰 감독이 센트럴 리그 올스타팀을 지휘했다. ‘프로 야구 개혁 원년’이라 불리며 그 부산물로서 탄생한 센트럴·퍼시픽 교류전이 시작된 영향으로 ‘장래성이 적은 것은 아닌가’라는 우려도 있었지만 메이저 리그에서 일본 야구계로 복귀한 지 2년째인 퍼시픽 올스타팀의 신조 쓰요시(닛폰햄)의 퍼포먼스와 일본 프로 야구에서 최고 속도 161km/h를 기록한 센트럴 올스타팀의 마크 크룬(요코하마)이 등장하는 등 화제가 많은 경기가 됐다. 전년도 올스타전에서 2전 전패를 당한 센트럴 올스타팀이 보란듯이 2전 전승을 했다.
또한 2002년부터 2004년까지 여름휴가 기간의 공식전 경기 일정 등을 고려해서 7월 중순으로 앞당겨왔던 개최 시기를 이 해부터 센트럴·퍼시픽 교류전이 5월부터 6월에 걸쳐 열리게 됐다. 우천 취소 시를 대비한 예비 스케줄 및 그 후의 같은 리그 소속팀 간의 공식전 일정을 확보하는 차원에서 7월 하순 첫 주말로 되돌려졌다.

## 출장 선수
| 센트럴 리그 | 센트럴 리그       | 센트럴 리그 | 센트럴 리그 |
| ----------- | ----------------- | ----------- | ----------- |
| 감독        | 오치아이 히로미쓰 | 주니치      |             |
| 코치        | 와카마쓰 쓰토무   | 야쿠르트    |             |
| 코치        | 호리우치 쓰네오   | 요미우리    |             |
| 선발 투수   | 구로다 히로키     | 히로시마    | 2           |
| 중간 계투   | 후지카와 규지     | 한신        | 첫 출장     |
| 마무리 투수 | 이가라시 료타     | 야쿠르트    | 5           |
| 투수        | 가와카미 겐신     | 주니치      | 4           |
| 투수        | 이와세 히토키     | 주니치      | 4           |
| 투수        | 후지이 슈고       | 야쿠르트    | 2           |
| 투수        | 이시이 히로토시   | 야쿠르트    | 2           |
| 투수        | 우에하라 고지     | 요미우리    | 7           |
| 투수        | 구도 기미야스     | 요미우리    | 10          |
| 투수        | 시모야나기 쓰요시 | 한신        | 4           |
| 투수        | M. 크룬           | 요코하마    | 첫 출장     |
| 포수        | 후루타 아쓰야     | 야쿠르트    | 16          |
| 포수        | 다니시게 모토노부 | 주니치      | 8           |
| 포수        | 야노 아키히로     | 한신        | 5           |
| 1루수       | 기요하라 가즈히로 | 요미우리    | 18          |
| 2루수       | 후지모토 아쓰시   | 한신        | 2           |
| 3루수       | 이마오카 마코토   | 한신        | 5           |
| 유격수      | 도리타니 다카시   | 한신        | 첫 출장     |
| 내야수      | 아라키 마사히로   | 주니치      | 첫 출장     |
| 내야수      | 이바타 히로카즈   | 주니치      | 3           |
| 내야수      | 이와무라 아키노리 | 야쿠르트    | 3           |
| 내야수      | 아라이 다카히로   | 히로시마    | 2           |
| 내야수      | 다네다 히토시     | 요코하마    | 3           |
| 외야수      | 아카호시 노리히로 | 한신        | 2           |
| 외야수      | 가네모토 도모아키 | 한신        | 8           |
| 외야수      | 마에다 도모노리   | 히로시마    | 5           |
| 외야수      | 아오키 노리치카   | 야쿠르트    | 첫 출장     |
| 외야수      | 긴조 다쓰히코     | 요코하마    | 2           |

| 퍼시픽 리그 | 퍼시픽 리그         | 퍼시픽 리그 | 퍼시픽 리그 |
| ----------- | ------------------- | ----------- | ----------- |
| 감독        | 이토 쓰토무         | 세이부      |             |
| 코치        | 오 사다하루         | 소프트뱅크  |             |
| 코치        | T. 힐만             | 닛폰햄      |             |
| 코치        | 시라이 가즈유키     | 닛폰햄      |             |
| 선발 투수   | 마쓰자카 다이스케   | 세이부      | 7           |
| 중간 계투   | 야부타 야스히코     | 지바 롯데   | 첫 출장     |
| 마무리 투수 | 고바야시 마사히데   | 지바 롯데   | 4           |
| 투수        | 니시구치 후미야     | 세이부      | 4           |
| 투수        | 호아시 가즈유키     | 세이부      | 첫 출장     |
| 투수        | 요시타케 신타로     | 소프트뱅크  | 첫 출장     |
| 투수        | 스기우치 도시야     | 소프트뱅크  | 첫 출장     |
| 투수        | 가네무라 사토루     | 닛폰햄      | 3           |
| 투수        | 시미즈 나오유키     | 지바 롯데   | 2           |
| 투수        | 와타나베 슌스케     | 지바 롯데   | 2           |
| 투수        | 고바야시 히로유키   | 지바 롯데   | 3           |
| 포수        | 조지마 겐지         | 소프트뱅크  | 9           |
| 포수        | 사토자키 도모야     | 지바 롯데   | 첫 출장     |
| 1루수       | 마쓰나카 노부히코   | 소프트뱅크  | 6           |
| 2루수       | 니시오카 쓰요시     | 지바 롯데   | 첫 출장     |
| 3루수       | 오가사와라 미치히로 | 닛폰햄      | 7           |
| 유격수      | 가와사키 무네노리   | 소프트뱅크  | 2           |
| 내야수      | 이시이 요시히토     | 세이부      | 첫 출장     |
| 내야수      | 기모토 구니유키     | 닛폰햄      | 첫 출장     |
| 내야수      | M. 프랑코           | 지바 롯데   | 첫 출장     |
| 내야수      | 후쿠우라 가즈야     | 지바 롯데   | 3           |
| 내야수      | 이승엽              | 지바 롯데   | 첫 출장     |
| 내야수      | 히라노 게이이치     | 오릭스      | 첫 출장     |
| 외야수      | SHINJO              | 닛폰햄      | 6           |
| 외야수      | 이소베 고이치       | 라쿠텐      | 2           |
| 외야수      | 와다 가즈히로       | 세이부      | 3           |
| 외야수      | 미야지 가쓰히코     | 소프트뱅크  | 첫 출장     |
| 지명타자    | J. 줄레타           | 소프트뱅크  | 2           |

- 굵은 글씨는 팬 투표로 선출된 선수, 그 외에는 감독 추천에 의한 출장, 숫자는 출장 횟수

- 트레이 힐만 감독이 개인 사정으로 긴급 귀국했기 때문에 시라이 가즈유키 코치가 대신 출장.

## 올스타전 경기 결과

### 1차전

#### 스코어
| 팀 | 1 | 2 | 3 | 4 | 5 | 6 | 7 | 8 | 9 | R | H  | E |
| 센트럴 | 1 | 1 | 0 | 0 | 1 | 3 | 0 | 0 | 0 | 6 | 13 | 0 |
| 퍼시픽 | 1 | 0 | 3 | 1 | 0 | 0 | 0 | 0 | 0 | 5 | 10 | 0 |
| 승리 투수: 이가라시 료타(야쿠르트) 패전 투수: 니시구치 후미야(세이부) 세이브: 마크 크룬(요코하마) 홈런: 센트럴 – 기요하라 가즈히로(요미우리·5회 1점) 퍼시픽 – 오가사와라 미치히로(닛폰햄·1회 1점) |   |   |   |   |   |   |   |   |   |   |    |   |

#### 출장 선수
| 센트럴 | 센트럴 | 센트럴            |
| 타순   | 수비   | 선수              |
| ------ | ------ | ----------------- |
| 1      | (중)   | 아카호시 노리히로 |
| 2      | (우)   | 긴조 다쓰히코     |
| 3      | (좌)   | 가네모토 도모아키 |
| 4      | (一)   | 기요하라 가즈히로 |
| 5      | (지)   | 마에다 도모노리   |
| 6      | (三)   | 이마오카 마코토   |
| 7      | (포)   | 후루타 아쓰야     |
| 8      | (유)   | 도리타니 다카시   |
| 9      | (二)   | 후지모토 아쓰시   |
|        | (투)   | 우에하라 고지     |

| 퍼시픽 | 퍼시픽 | 퍼시픽              |
| 타순   | 수비   | 선수                |
| ------ | ------ | ------------------- |
| 1      | (우)   | 이소베 고이치       |
| 2      | (二)   | 니시오카 쓰요시     |
| 3      | (三)   | 오가사와라 미치히로 |
| 4      | (一)   | 마쓰나카 노부히코   |
| 5      | (좌)   | 와다 가즈히로       |
| 6      | (지)   | J. 줄레타           |
| 7      | (포)   | 사토자키 도모야     |
| 8      | (중)   | 미야지 가쓰히코     |
| 9      | (유)   | 가와사키 무네노리   |
|        | (투)   | 마쓰자카 다이스케   |

#### 수상 선수
MVP
- 긴조 다쓰히코(요코하마)

### 2차전

#### 스코어
| 팀 | 1 | 2 | 3 | 4 | 5 | 6 | 7 | 8 | 9 | R | H  | E |
| 퍼시픽 | 0 | 0 | 0 | 2 | 0 | 1 | 0 | 0 | 0 | 3 | 11 | 2 |
| 센트럴 | 3 | 0 | 0 | 1 | 1 | 0 | 0 | 0 | X | 5 | 14 | 0 |
| 승리 투수: 구로다 히로키(히로시마) 패전 투수: 스기우치 도시야(소프트뱅크) 세이브: 후지카와 규지(한신) 홈런: 퍼시픽 – 이승엽(지바 롯데·4회 2점), 조지마 겐지(소프트뱅크·6회 1점) |   |   |   |   |   |   |   |   |   |   |    |   |

#### 출장 선수
| 퍼시픽 | 퍼시픽 | 퍼시픽            |
| 타순   | 수비   | 선수              |
| ------ | ------ | ----------------- |
| 1      | (유)   | 니시오카 쓰요시   |
| 2      | (중)   | 히라노 게이이치   |
| 3      | (一)   | 후쿠우라 가즈야   |
| 4      | (지)   | 마쓰나카 노부히코 |
| 5      | (포)   | 조지마 겐지       |
| 6      | (좌)   | 이승엽            |
| 7      | (우)   | M. 프랑코         |
| 8      | (三)   | 기모토 구니유키   |
| 9      | (二)   | 이시이 요시히토   |
|        | (투)   | 스기우치 도시야   |

| 센트럴 | 센트럴 | 센트럴            |
| 타순   | 수비   | 선수              |
| ------ | ------ | ----------------- |
| 1      | (중)   | 아카호시 노리히로 |
| 2      | (三)   | 이마오카 마코토   |
| 3      | (좌)   | 가네모토 도모아키 |
| 4      | (一)   | 기요하라 가즈히로 |
| 5      | (지)   | 이와무라 아키노리 |
| 6      | (우)   | 마에다 도모노리   |
| 7      | (포)   | 후루타 아쓰야     |
| 8      | (유)   | 도리타니 다카시   |
| 9      | (二)   | 후지모토 아쓰시   |
|        | (투)   | 구로다 히로키     |

#### 수상 선수
MVP
- 마에다 도모노리(히로시마)

## 같이 보기
- 일본 프로 야구 올스타전
- 일본 야구 기구(주최)
- 산요 전기(특별 협찬)